# Agriomelissa ursipes
Agriomelissa ursipes is een vlinder uit de familie wespvlinders (Sesiidae), onderfamilie Sesiinae.
Agriomelissa ursipes is voor het eerst wetenschappelijk beschreven door Walker in 1856. De soort komt voor in het Afrotropisch gebied.